# Monaco az 1994. évi téli olimpiai játékokon
Monaco a norvégiai Lillehammerben megrendezett 1994. évi téli olimpiai játékok egyik részt vevő nemzete volt. Az országot az olimpián 2 sportágban 5 sportoló képviselte, akik érmet nem szereztek.

## Alpesisí
Férfi
| Versenyző         | Versenyszám            | Eredmény      | Helyezés      |
| ----------------- | ---------------------- | ------------- | ------------- |
| Julien Castellini | Szuperóriás-műlesiklás | nem ért célba | nem ért célba |

## Bob
| Versenyző                                                | Versenyszám | 1. futam | 1. futam | 2. futam | 2. futam | 3. futam | 3. futam | 4. futam | 4. futam | Összesítés | Összesítés |
| Versenyző                                                | Versenyszám | Idő      | Hely.    | Idő      | Hely.    | Idő      | Hely.    | Idő      | Hely.    | Idő        | Helyezés   |
| -------------------------------------------------------- | ----------- | -------- | -------- | -------- | -------- | -------- | -------- | -------- | -------- | ---------- | ---------- |
| Albert Grimaldi Gilbert Bessi                            | Kettes      | 54,14    | 30.*     | 54,73    | 34.      | 54,57    | 32.      | 54,83    | 33.      | 3:38,27    | 31.        |
| Albert Grimaldi David Tomatis Pascal Camia Gilbert Bessi | Négyes      | 53,54    | 27.      | 53,58    | 27.      | 53,75    | 26.      | 53,75    | 26.      | 3:34,62    | 26.        |

* - egy másik csapattal azonos eredményt ért el